# Liberty Bond

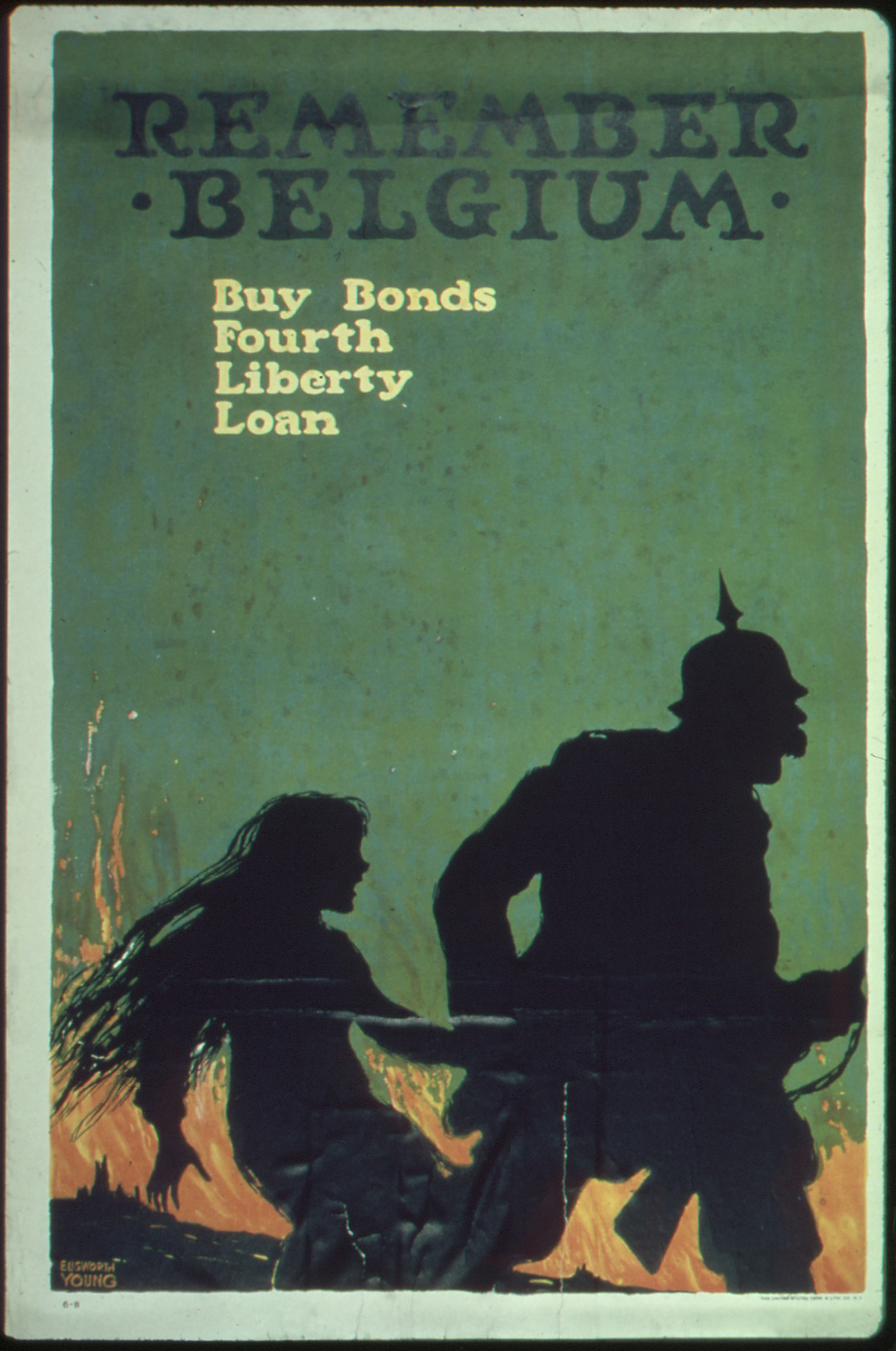
Poster von Ellsworth Young, 1918 mit Anspielung auf das Massaker von Dinant, Belgien

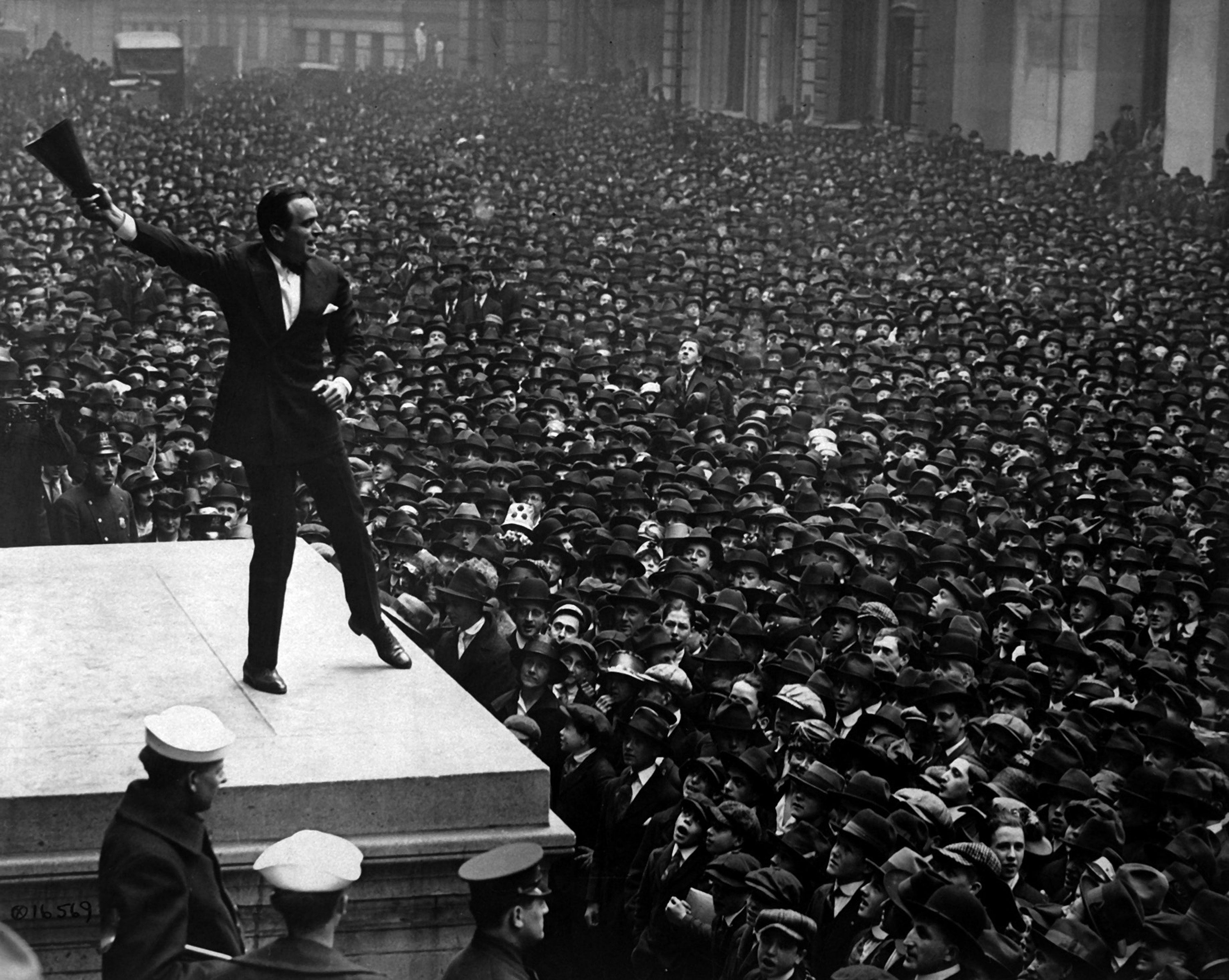
Douglas Fairbanks spricht im April 1918 vor der Federal Hall, New York, zugunsten der dritten Kriegsanleihe

Liberty Bonds, auch als Liberty Loans oder Liberty Loan Bonds bezeichnet, waren Kriegsanleihen, die in den USA während des Ersten Weltkrieges emittiert wurden, um die Kriegskosten zu decken.

## Im Ersten Weltkrieg
Die Liberty Bonds konnten zum Nennwert plus Zinsen zurückgekauft werden. Der Sekretär des Finanzministeriums William Gibbs McAdoo führte dafür eine aggressive Werbekampagne. Die Regierung von Thomas Woodrow Wilson unterstützte den Verkauf, indem sie bekannte Personen wie Al Jolson, Elsie Janis, Mary Pickford, Douglas Fairbanks, Charlie Chaplin und Samuel Untermyer auf Werbetour schickte, die den Kauf als „patriotische Tat“ darstellten. Selbst die Girl- und Boy Scouts of America verkauften unter der Losung „Jeder Scout rettet einen Soldaten“ die Liberty Bonds.
Umfang und Ausgabedaten waren:
- 24. April 1917 – Das Notfallkreditgesetz (Emergency Loan Act) genehmigt die Ausgabe von 5 Milliarden $ in Anleihen zu 3,5 %.
- 1. Oktober 1917 – Zweiter Liberty-Kredit in Anleihen über 3 Milliarden $ zu 4 %.
- 5. April 1918 – Dritter Liberty-Kredit in Anleihen über 3 Milliarden $ zu 4,5 %.
- 28. September 1918 – Vierter Liberty-Kredit in Anleihen über 6 Milliarden $ zu 4,25 %.

Die Massachusetts Historical Society äußerte 2002:

“Because the first World War cost the federal government more than 30 billion dollars (by way of comparison, total federal expenditures in 1913 were only $970 million), these programs became vital as a way to raise funds through the bond drives […].”

„Da der Erste Weltkrieg die Bundesregierung über 30 Milliarden $ kostete (zum Vergleich betrugen die gesamten Staatsausgaben 1913 nur 970 Millionen $), war das Programm lebenswichtig, um über die Anleihen Geld zu beschaffen […].“

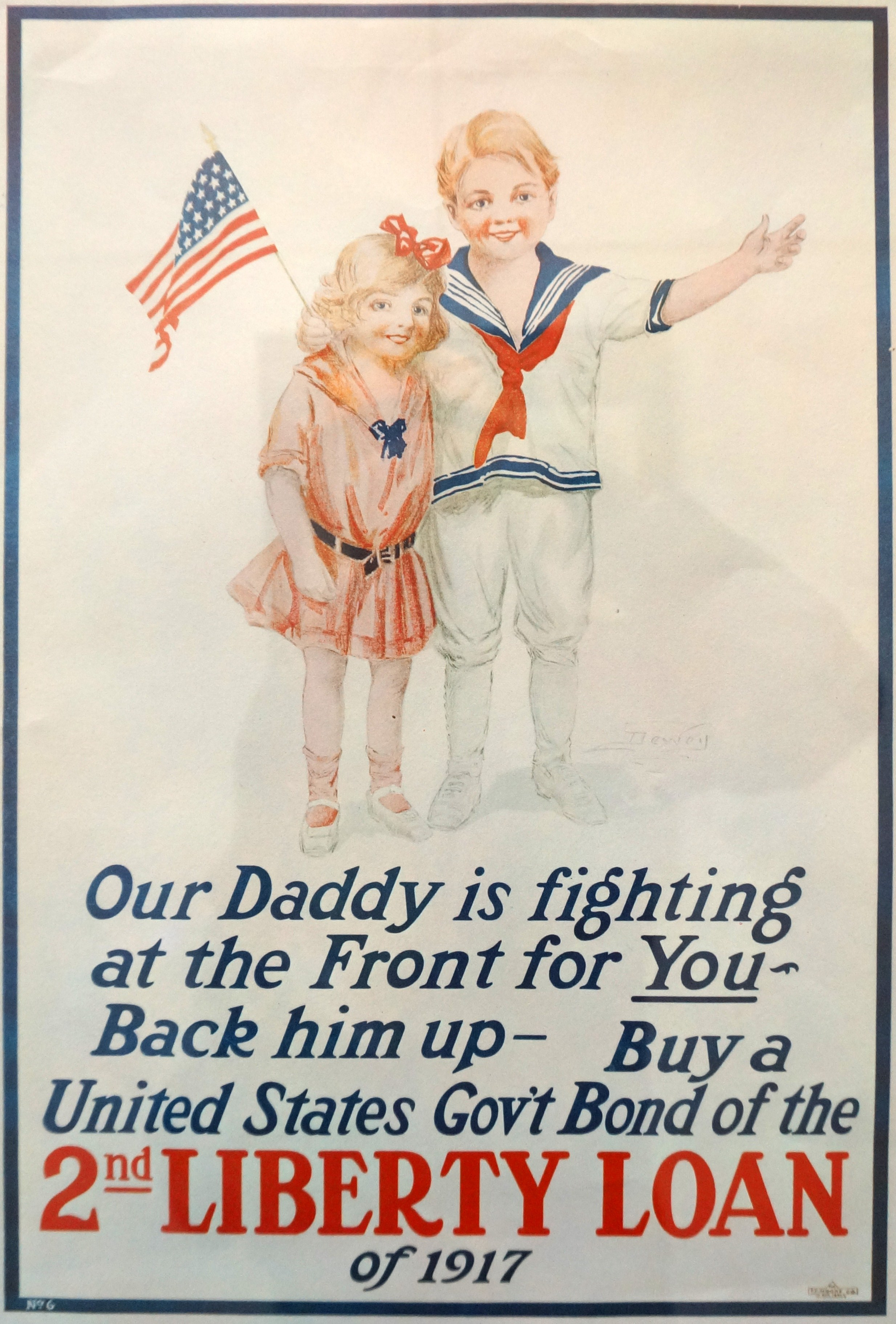
Poster für den Zweiten Liberty Bond, 1917
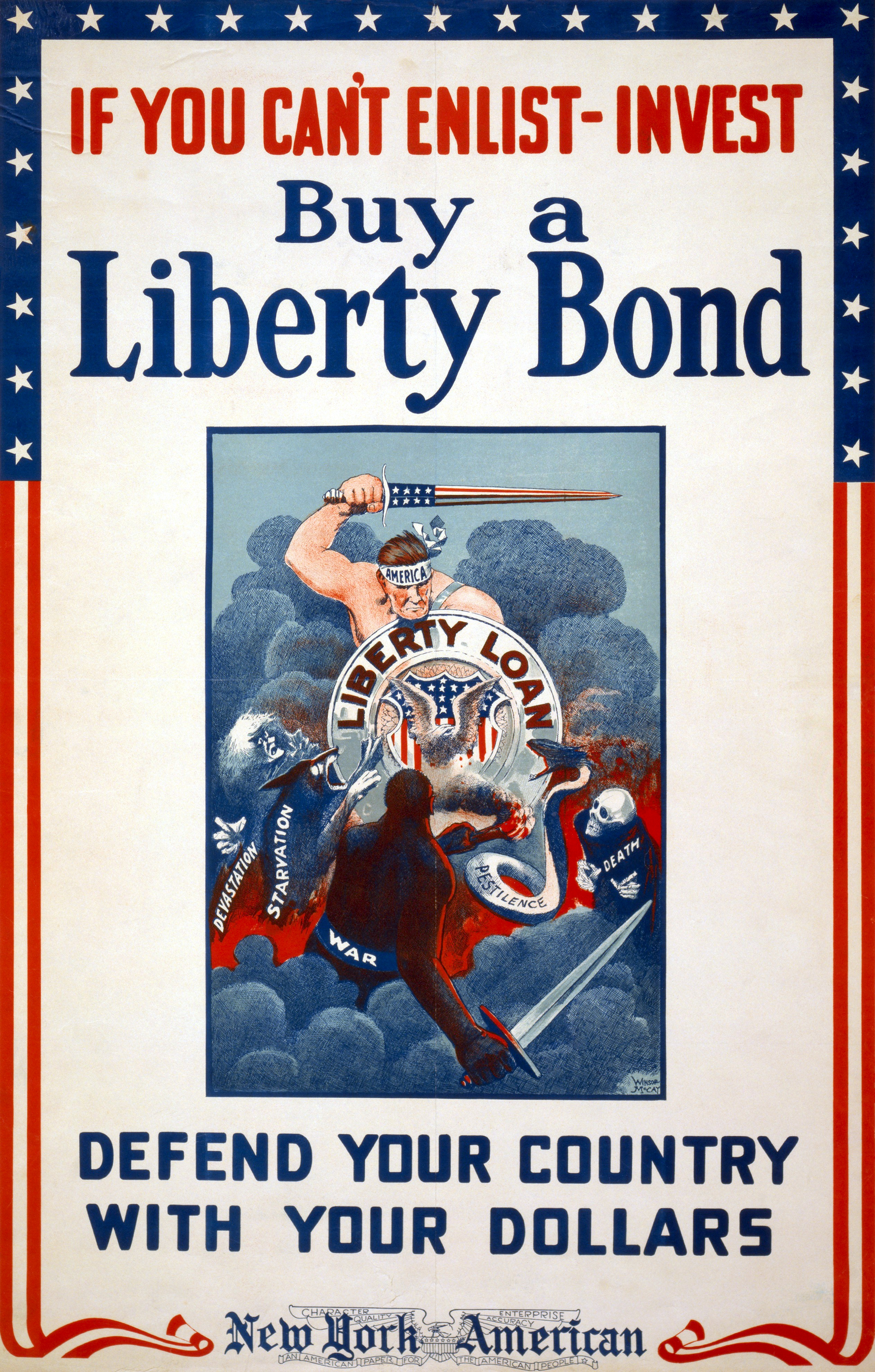
Poster von Winsor McCay, 1918

## Spätere Neuauflagen
Steuerfreie Liberty Bonds im Wert von 8 Milliarden $ wurden auch nach den Anschlägen vom 11. September 2001 aufgelegt, um die zerstörte Gegend wieder aufzubauen.